# Hydra (wyspa)
Hydra (nwgr. Ύδρα, Idra, stgr. Ὑδρέα) – wyspa grecka należąca do archipelagu Wysp Sarońskich. Położona jest na południe od Półwyspu Argolidzkiego, który jest częścią Peloponezu.
Charakterystyczna dla wyspy jest doskonale zachowana XIX-wieczna i wcześniejsza zabudowa. Na wyspie jest niewiele dróg, gdyż obowiązuje ściśle przestrzegany zakaz używania pojazdów mechanicznych, a nawet rowerów. Jedyne samochody jakie są używane to karetki pogotowia i nieliczne pojazdy gospodarcze, np. służb komunalnych. Do transportu towarów i ludzi mieszkańcy używają jucznych zwierząt – koni, mułów i osłów. Wyspa jest licznie odwiedzana przez miłośników sztuki i historii. Po części wiąże się to z funkcjonowaniem filii ateńskiej Akademii Sztuk Pięknych. Poza niewielkimi pensjonatami brak jest większych hoteli, a co za tym idzie masowej turystyki zorganizowanej.  
Co roku na Hydrze odbywa się festiwal upamiętniający wyzwolenie wysp greckich z osmańskiej niewoli. 
Leży w administracji zdecentralizowanej Attyka, w regionie Attyka, w jednostce regionalnej Wyspy, w gminie Hydra. 

## Współpraca
- Ereğli, Turcja
- Bajonna, Francja